# Casa Vaeza

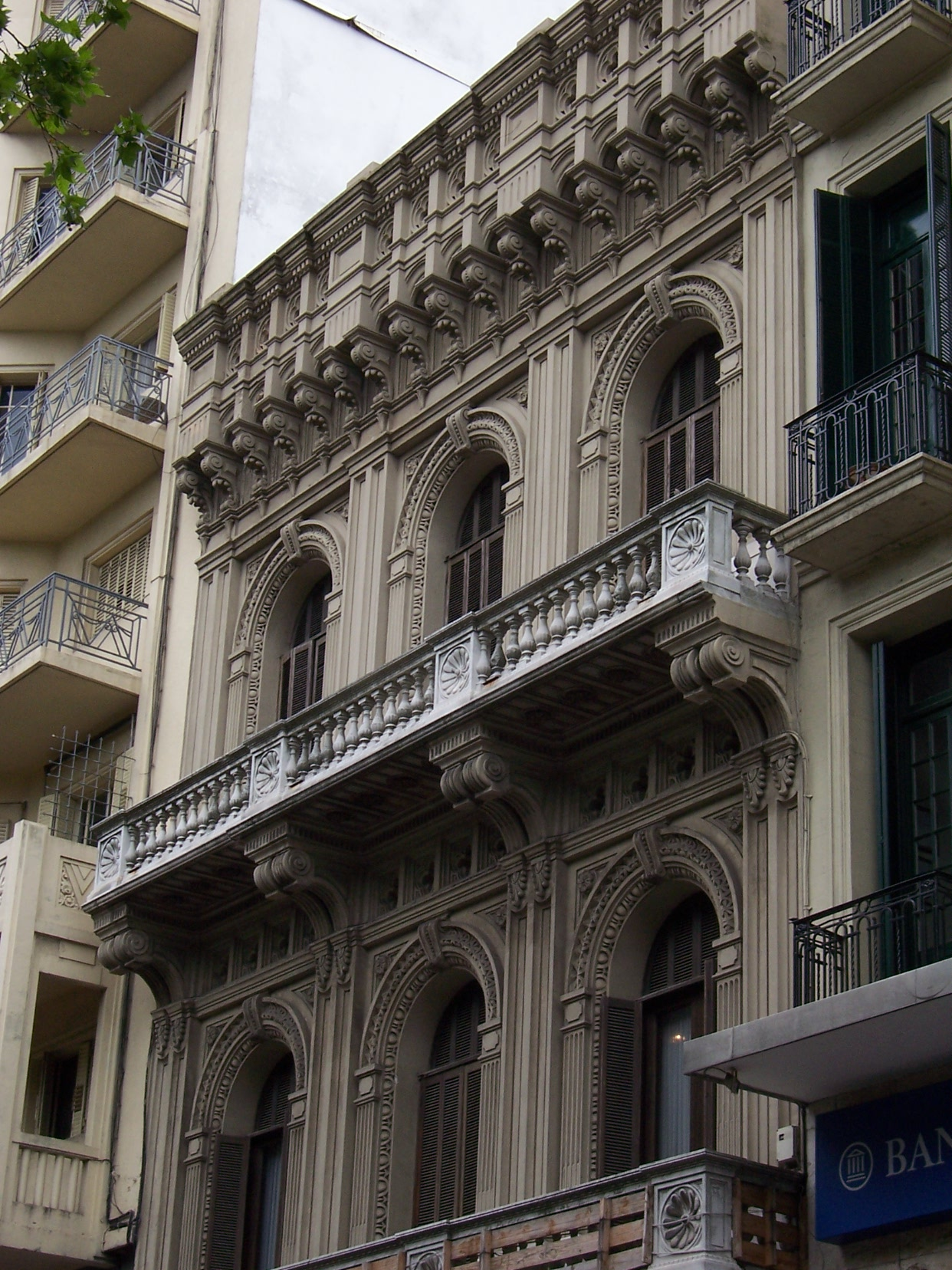
Casa Vaeza

Das Casa Vaeza, auch als Casa del Partido Nacional bezeichnet, ist ein Bauwerk in der uruguayischen Landeshauptstadt Montevideo.
Das 1887 errichtete Gebäude befindet sich in der Ciudad Vieja an der Calle Juan Carlos Gómez 1384 zwischen den Straßen Sarandí und Rincón am Rande der Plaza de la Constitución. Architekt des ursprünglich als Wohn- und Geschäftshaus konzipierten Casa Vaeza war Ingenieur Luigi Andreoni. Mittlerweile dient es als Sitz der Partido Nacional. Im Erdgeschoss und Keller ist die herreristisch ausgerichtete Tageszeitung El Debate untergebracht. Das Casa Vaeza steht im Eigentum des Uruguayischen Bildungs- und Kulturministeriums (MEC). Das sehr gut erhaltene 19 Meter hohe, dreistöckige Bauwerk umfasst eine Grundfläche von 460 m². Seine Fassadenarchitektur weist eklektische Linien mit italienischen Einflüssen auf. Anfang der 1990er Jahre fanden Restaurierungsarbeiten im Inneren und an der Fassade statt.
Seit 1986 ist es als Monumento Histórico Nacional klassifiziert.